# Méry-Prémecy
 Méry-Prémecy  es una población y comuna francesa, en la región de Champaña-Ardenas, departamento de Marne, en el distrito de Reims y cantón de Ville-en-Tardenois.

## Demografía
| 74 | 84 | 68 | 53 | 46 | 63 |
| Para los censos de 1962 a 1999 la población legal corresponde a la población sin duplicidades (Fuente: INSEE [Consultar]) |    |    |    |    |    |